# Man in the Middle (canção de ABBA)
"Man in the Middle" (O popular) é uma canção gravada pelo grupo pop sueco ABBA lançada no álbum ABBA em 1975. Inicialmente, foi chamada de "Dance With The Devil".
A canção foi o lado B de "SOS". Escrita por Benny Andersson, Björn Ulvaeus e Stig Anderson, a gravação da música ocorreu em 22 de agosto de 1974.
A música fala sobre como as pessoas criticam um homem milionário, apreciando a boa vida graças aos seus negócios. Foi incluída no álbum como a faixa #5.